# Bacteria comedora de nylon
Se llama bacteria comedora de nylon a una cepa de flavobacterias que es capaz de digerir ciertos subproductos de la manufactura del nylon 6. Esta cepa de Flavobacterium identificada como Sp. KI72, se volvió popularmente conocida como la bacteria comedora de nylon, y las enzimas que esta bacteria utiliza para digerir a las moléculas hechas por el hombre, tomaron el nombre popular de "nylonasas".

## Descubrimiento

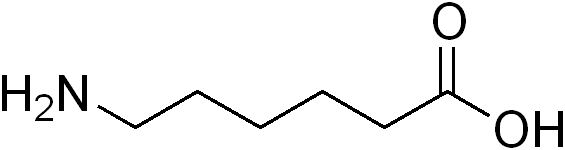
Estructura química del 6-aminohexanoato

En 1975 un equipo de investigadores japoneses descubrió una nueva cepa de flavobacterium viviendo en los estanques de aguas residuales de una fábrica de nailon, que era capaz de metabolizar algunos subproductos de la manufactura del nylon 6, tales como el dímero lineal del 6-aminohexanoato. Estas sustancias nunca existieron en la naturaleza antes de la invención del nailon en 1935. Estudios posteriores revelaron que las tres enzimas que estas bacterias estaban utilizando para digerir los subproductos del nylon, resultaban significativamente diferentes de cualquier otra enzima producida por otras cepas de flavobacterias, (o, de hecho, de cualquier otra bacteria), y que no resultaban efectivas con ningún otro material que no fuera los subproductos del nylon hechos por el hombre.

## Investigaciones posteriores
Este descubrimiento condujo al genetista  Susumu Ohno a especular que el gen que codifica para una de estas enzimas, la ácido 6-aminohexanoico oligómero hidrolasa, podría haber surgido por un evento de duplicación genética seguido de una mutación con desplazamiento del marco de lectura. Ohno sugirió que muchos genes únicos y novedosos podrían haber evolucionado por este mecanismo.
Un trabajo del año 2007 en el que se describe una serie de estudios llevados a cabo por Seiji Negoro de la Universidad de Hyogo, Japón, sugieren que en realidad no hubo una mutación de desplazamiento de marco de lectura involucrada en la evolución de la 6-aminohexanoico hidrolasa. Sin embargo, se han descubierto muchos otros genes que han evolucionado por una duplicación genética seguida de un desplazamiento de marco de lectura. Un estudio del año 2006 encontró 470 ejemplos tan sólo en humanos.
Los científicos también han sido capaces de inducir a otras especies de bacterias tales como la, Pseudomonas aeruginosa, a evolucionar para adquirir la capacidad de degradar los mismos subproductos del nylon. Esto fue conseguido en laboratorio, obligando a las bacterias a vivir en un ambiente en el cual no había otra fuente de nutrientes. La cepa de P. aeruginosa no parece hacer uso de las mismas enzimas que son utilizadas por la cepa original de Flavobacterium. Otros científicos fueron capaces de transferir las enzimas producidas por la cepa de Flavobacterium a una cepa de E. coli por medio de la transferencia de plásmidos.

## Importancia en la enseñanza de la evolución
Es del consenso científico la noción de que la capacidad para sintetizar nylonasa fue desarrollada con mayor probabilidad como una mutación de un único paso, y que prosperó porque mejoraba la capacidad de supervivencia de la bacteria poseedora de la mutación. Esto es visto como un buen ejemplo de evolución a través de mutación y selección natural, que ha sido observada mientras ocurre.